# Sbrinz
Sbrinz is een harde kaas uit Midden-Zwitserland. De kaas wordt vooral geproduceerd in de kantons Luzern, Obwalden en Nidwalden volgens oude traditionele methodes in koperen ketels. De enige ingrediënten die voor de bereiding van de kaas gebruikt worden zijn koemelk, stremsel en zout. Omdat de kaas erg droog is en een hoog zoutgehalte heeft, is hij lange tijd houdbaar.
De meeste Sbrinz wordt in Zwitserland zelf gegeten, hoewel een aanzienlijke hoeveelheid naar Italië wordt geëxporteerd. Sbrinz heeft een karakteristieke, zeer kruidige kaassmaak. Hij heeft een harde, goudgele korst en ziet eruit als een grote droge molensteen. Door zijn samenstelling en het lange opslaan, is de kaas enigszins brokkelig. Sbrinz moet ten minste twee, beter is drie jaar, oud zijn voor hij gegeten kan worden. Het spreekt voor zich dat vijf jaar oude Sbrinz een nog krachtiger, karakteristieker smaak heeft.
Het is een uitstekende kaas om over pasta-gerechten te strooien en kan daarom als alternatief voor Parmezaanse kaas gebruikt worden. De kaas is ook geschikt bij brood in combinatie met een krachtige, droge witte wijn.
De route langs het Vierwoudstrekenmeer en over de Grimsel- en Brünigpas naar Italië stond ook wel bekend onder de naam Sbrinzroute.